# Wriezen
Wriezen est une ville d'Allemagne située dans l'arrondissement de Märkisch-Pays de l'Oder, dans le Land du Brandebourg.

## Géographie
La ville se situe sur la bordure occidentale d'une vaste zone marécageuse, l’Oderbruch, au pied nord-est du plateau de Barnim. Le fleuve Oder, la frontière avec la Pologne, passe à 11 km à l'est. Plus au nord, se trouve la station thermale de Bad Freienwalde.

### Quartiers
En plus du centre-ville, le territoire communal comprend 8 localités :
| - Altwriezen / Beauregard - Biesdorf - Eichwerder - Frankenfelde | - Haselberg - Lüdersdorf - Rathsdorf - Schulzendorf |

### Transports
Wriezen est le terminus de la ligne de Berlin à Wriezen ; le point de départ à Berlin de 1903 à 1949 était la gare de Wriezen. L'exploitation ferroviaire sur la ligne a été mise hors de service en 1998. Aujourd'hui, la ville est reliée par des trains Regionalbahn à Eberswalde et à Francfort-sur-l'Oder.
La Bundesstraße 167 (Bad Freienwalde – Seelow) traverse la ville.

## Histoire
La date de fondation de Wriezen n'est pas transmise ; le village de marchands fut probablement construit au XIIe siècle, au cours de la colonisation de la marche de Brandebourg. En 1247, le lieu d'Altwriezen est mentionné sous le nom de l'oppidum wrecene. Wrec pourrait être une déformation du mot slave Rieka / Reka / Rzeka (« rivière »), en se référant à l'Oder.

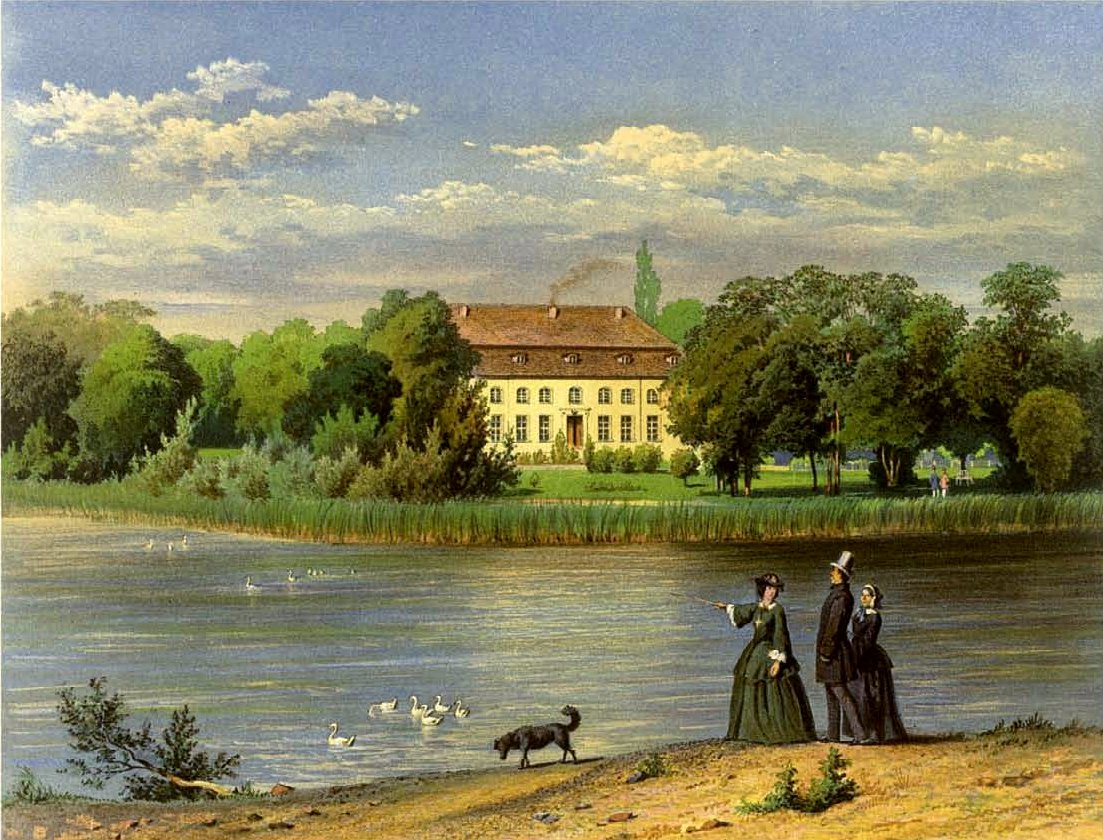
Le château de Monchoix-Harnekop détruit à la fin de la Seconde Guerre mondiale.

En 1337, Wriezen a reçu sa reconnaissance officielle en tant que ville par l'empereur Louis IV, dont le fils Louis V de Wittelsbach était à ce moment-là margrave de Brandebourg. Wriezen a joué un rôle important pour le commerce, notamment sur le marché du poisson le long de l'Oder.
Dévastée durant la guerre de Trente Ans, la ville a été reconstruite sous le règne du « Grand Électeur » Frédéric-Guillaume Ier de Brandebourg. À l'instigation du roi Frédéric II de Prusse, les marécages dans l'est ont été asséchées entre 1747 et 1762, ce qui se traduit par une croissance démographique rapide et un essor économique. En 1806, le chercheur Albert Thaer y a fondé un établissement scolaire agricole.
De 1815 jusqu'à 1945, la ville faisait partie de l'arrondissement du Haut-Barnim dans le district de Potsdam au sein de la province de Brandebourg.

## Démographie
| 1875 | 11 738 |
| 1890 | 10 302 |
| 1910 | 10 467 |
| 1925 | 10 364 |
| 1933 | 10 574 |
| 1939 | 10 509 |
| 1946 | 8 731  |
| 1950 | 9 375  |
| 1964 | 8 486  |
| 1971 | 9 168  |

| 1981 | 9 289 |
| 1985 | 9 564 |
| 1989 | 9 300 |
| 1990 | 9 243 |
| 1991 | 9 009 |
| 1992 | 8 864 |
| 1993 | 8 758 |
| 1994 | 8 690 |
| 1995 | 8 629 |
| 1996 | 8 658 |

| 1997 | 8 720 |
| 1998 | 8 605 |
| 1999 | 8 617 |
| 2000 | 8 519 |
| 2001 | 8 410 |
| 2002 | 8 285 |
| 2003 | 8 250 |
| 2004 | 8 206 |
| 2005 | 8 109 |
| 2006 | 8 105 |

| 2007 | 7 944 |
| 2008 | 7 809 |
| 2009 | 7 703 |
| 2010 | 7 679 |
| 2011 | 7 487 |
| 2012 | 7 425 |
| 2013 | 7 379 |

## Jumelages
La ville de Wriezen est jumelée avec :
- Mieszkowice (Pologne)
- Hachiōji (Japon)

## Personnalités liées à la commune
- August Leopold Crelle (1780–1855), mathématicien et ingénieur en architecture ;
- Albrecht Thaer (1828–1906), botaniste ;
- Otto von Hoffmann (1833-1905), homme politique ;
- Robert Herlth (1893–1962), chef décorateur et directeur artistique ;
- Kurt Herlth (1896–1966) chef décorateur ;
- Michael Succow (né en 1941), biologiste et écologiste ;
- Henning von Boehmer (né en 1943), auteur, éditeur, avocat au barreau et journaliste ;
- Cornelia Froboess (née en 1943), chanteuse de schlager et actrice ;
- Martin Sauer (* 1982), rameur.

## sources
1. ↑  Les sources de données se trouvent en detail dans les Wikimedia Commons Population Projection Brandenburg at Wikimedia Commons